# Cervalces latifrons
Nai sừng tấm trán rộng (Danh pháp khoa học: Cervalces latifrons) là một loài nai lớn của vùng holarctic của châu Âu và châu Á có niên đại từ kỷ Pleistocene. Nó được cho là loài lớn nhất của họ Hươu nai trước đó đã từng tồn tại và chỉ được biết đến bởi hóa thạch của nó vẫn còn nguyên. Đó là một loài trong chi Cervalces.

## Mô tả
Cervalces latifrons được mô tả đầu tiên bởi ông Randall Johnson vào năm 1874. Một cái xương trán gắn liền với một phần của một con hươu lạ, một loài chưa từng được biết đã được tìm thấy khi thủy triều xuống trên bãi biển tại Happisburgh, Norfolk. Johnson người đã giữ lại mẫu trong bộ sưu tập của mình, đặt tên nó là Cervus latifrons, Cervus là chi duy nhất của con nai được biết đến vào thời điểm đó. Các tên cụ thể "latifrons" đề cập đến hình dạng vùng trán xương lớn của các loài này.
Các hình thái của động vật này được suy luận từ hóa thạch này và từ những mẫu khác sau đó được tìm thấy trong hình này và trên lục địa khác bao nhiêu so với nai sừng tấm hiện đại. Sau đó nó được đặt trong chi Cervalces, là chi mà nó chia sẻ với Cervalces Scotti cũng đã tuyệt chủng từ Bắc Mỹ. Các gạc của con đực có chùm ngắn và thùy giống lòng bàn tay lớn với lên đến mười điểm.
Những cái gạc này có thể cho mục đích khoe mẽ để gây ấn tượng với con cái hơn là để chiến đấu vì những con nai sừng tấm được cho là đã đi lang thang như hiện và sống đơn lẻ. Cervalces latifrons có lẽ là loài lớn nhất của hươu đó đã từng tồn tại, với chiều cao vai 2,1 m (6 ft 11 in). Đó là về kích thước giống như bò rừng Mỹ (Bison bison) và nặng gấp hai lần nai sừng tấm Ireland (Megaloceros giganteus) nhưng tuổi của gạc của nó là 2,5 m (8 ft 2 in) là nhỏ hơn của nai sừng tấm. 

## Sinh học
Cervalces latifrons chia sẻ nhiều tính năng về giải phẫu với cuộc sống của nó tương đối với nai sừng tấm Á-Âu với điểm tương đồng trong răng hàm nghiền của nó, hàm hẹp, khoang miệng lớn, mõm thon dài. Nó rất có thể đã có một chế độ ăn uống tương tự như vỏ cây, lá và cành của cây như cây liễu, cây dương, cây thanh lương trà, bạch dương, sồi, thông rụng lá và cây thông. Nó cũng sẽ lướt qua thảm thực vật thân thảo trong khu vực lầy lội ở các tầng của thung lũng.
Tứ chi của nó đã thích nghi lâu và cho phép vận động tại một trục nhanh chóng được biết đến như là một cà kheo vận động. Điều này liên quan đến một bước đi dài với độ cao của bàn chân trong mỗi bước. Dáng đi này là hữu ích cho việc di chuyển thông qua các đầm lầy hoặc tuyết sâu. Các ngón chân có thể được chòe ra phục vụ cho việc bơi mà đã có thể hỗ trợ và ngăn chặn các chân chìm sâu khi đi bộ trong điều kiện lầy lội.

## Sinh thái học
Một nghiên cứu palaeobotanical được làm bằng đất sét tìm thấy bên trong hộp sọ của một mẫu vật của Cervalces latifrons tìm thấy tại Fornaci di ranica ở miền bắc Italy có niên đại sớm Pleistocene. Các phương tiên đã được huy động tích sông trong lưu vực của sông Serio. Phổ hồng ngoại của đất sét và các hạt phấn hoa có trong nó được so sánh với trình tự thời gian trước đây có sẵn của phấn hoa từ các trầm tích trong khu vực. Kết quả cho thấy các thảm thực vật trong khu vực vào thời điểm mà con nai sống gồm rừng lá kim thưa thớt với Pinus sylvestris và Pinus mugo, thảo nguyên và đồng cỏ.
Trong vùng lân cận ngay lập tức, nó tương quan với một độ che phủ rừng và tăng độ che phủ mặt đất thân thảo. Các thung lũng có lẽ đã ngập nước, thảm thực vật đầm lầy, đồng cỏ ẩm ướt, bụi cây và thực vật có hoa. Một phân tích hình thái chức năng của Cervalces latifrons so sánh nó với những loài anh em hươu hiện đại của nó, Cervus spp, Cho thấy sự tương đồng trong chế độ ăn uống và sự thích nghi cho sống trong một môi trường đầm lầy với cây bụi rải rác.

## Môi trường sống
Hóa thạch của con nai này được biết đến từ Bắc Âu và châu Á nhưng đã không được tìm thấy ở bán đảo Iberia, Ý-phía nam của Apennine, Croatia hay Hy Lạp. Ở Anh, nó được biết đến chỉ từ rừng Formation Cromer. Điều này được tiếp xúc với khoảng dọc theo bờ biển Norfolk và Suffolk và các dạng vách đá thấp giữa Cromer và Great Yarmouth. Các holotype đến từ đây.
Người ta tin rằng Cervalces latifrons giống như quan hệ với nai sừng tấm hiện đại và sống ở vùng lãnh nguyên, thảo nguyên, rừng lá kim và đầm lầy. Nó có thể né tránh sinh sống tại rừng rụng lá vì sự bất tiện đó sẽ gây ra bởi sừng rộng của nó khi di chuyển giữa các bụi cây và cây giống. Giống như người anh em của nó, nó có thể đã sống một cuộc sống đơn độc. Nó được cho là đã được cho ăn cỏ thô và cây trồng xung quanh hồ và đầm lầy.
Hơn nữa, những mẫu vật còn lại của Cervalces latifrons đã được thu hồi từ Sénèze (Haute-Loire, Pháp), Mauer (Baden-Württemberg, Đức), Bilshausen (Niedersachsen, Đức), Mosbach (Hessen, Đức), Süßenborn (Thüringen, Đức), ranica (Lombardy, Italy), Leffe (Lombardy, Italy) và Crostolo Creek (Emilia-Romagna, Ý) và rộng rãi từ Siberia.

## Tiến hóa
Hóa thạch của con nai lớn như vậy đã tìm thấy ở Siberia có niên đại từ băng hà gần đây nhất là khá rời rạc và thiếu xương sọ còn nguyên vẹn và gạc hoàn chỉnh, nhưng nó đã dự kiến được xác định là Cervalces latifrons. Chúng có răng ít phát triển, một cái mõm chuyên biệt lớn hơn và gạc lớn hơn là chia thùy bốn hướng. Chúng dường như đã đóng một vai trò cầu nối, băng qua cây cầu đất để Alaska và cuối cùng phát triển thành Cervalces Scotti ở Bắc Mỹ.
Chúng đã phải đối mặt với những kẻ săn mồi cũng có khả năng giải quyết một con nai sừng tấm như gấu nâu ở Siberia và gấu mặt ngắn ở Alaska. Không loài ăn thịt lớn như vậy đã được tìm thấy ở châu Âu vào thời điểm đó là con gấu lớn nhất trong vùng đó là con gấu hang động nhưng lại là động vật ăn cỏ. Tại châu Âu, có ba paleospecies của nai sừng tấm dường như đã theo nhau theo về thời gian. Nó không phải là rõ ràng cho dù Cervalces latifrons phát triển thành con nai sừng tấm hiện đại hay nó đã tiêu vong vào kỷ băng hà cuối cùng. 